# Julio César Tello
Julio César Tello (11 aprile 1880 – Lima, 3 giugno 1947) è stato un archeologo peruviano considerato il padre dell'archeologia peruviana. È stato il primo archeologo indigeno sudamericano e il maggior scopritore della protostorica cultura Paracas, oltre che fondatore di un museo nazionale di archeologia.

## Biografia
Tello nacque in un villaggio sulle Ande della provincia di Huarochirí. La sua famiglia parlava la lingua quechua, la lingua indigena più parlata del Perù. Ricevette un'alta formazione scolastica grazie ai finanziamenti del governo peruviano consentendogli di laurearsi in medicina alla Universidad Nacional Mayor de San Marcos nel 1909. Da studente, studiò la pratica della trapanazione del cranio tra i nativi Huarochirí e accumulò una grande collezione di teschi: questa collezione divenne la base di una più grande collezione della sua università.
Ottenne una borsa di studio dalla Università di Harvard, dove imparò l'inglese e ottenne un master in antropologia nel 1911. Successivamente studiò archeologia in Europa. Nel 1912 entrò a far parte del Congresso americanista in Inghilterra, nel quale divenne un'importante figura di riferimento. Da qui ebbe inizio la sua attività a livello internazionale.
Nel 1912 conobbe, all'interno del Congresso americanista, Olive Mabel Cheesman, una studentessa dell'Università di Londra. I due si sposarono nello stesso anno e ebbero numerosi figli.

## Carriera
Nel 1919 Tello lavorò con un team nel sito archeologico di Chavín de Huantar, dove scoprì una stele che prese il nome di Obelisco di Tello. La costruzione del tempio del centro religioso era datato 850 a.C. Dal lavoro di Tello e del suo team si stabilì che il sito fu il principale centro di una cultura molto complessa che durò dal 500 al 300 a.C.
Tello è conosciuto soprattutto per la scoperta, nel 1927, di 429 mummie nel distretto di Cerro Colorado, in Perù, sulla penisola di Paracas. La sua prima visita al sito risale al 26 luglio 1925: a portarlo in quel luogo furono degli antichi tessuti acquistati dieci anni prima a Pisco. Il 25 ottobre 1927 la spedizione guidata da Tello riportò alla luce la prima di centinaia di sepolture in quell'area. Tello fu il primo ad utilizzare in Perù il metodo scientifico negli scavi archeologici per preservare la stratigrafia e gli elementi indispensabili per stabilire le datazioni e il contesto nel quale è inserito lo scavo. Nel 1928 il team iniziò a rimuovere le mummie e i tessuti ritrovati per poterli conservare al meglio. I suoi ritrovamenti e le sue interpretazioni sono stati la più importante fonte di informazioni riguardanti la cultura Paracas, datata tra il 750 e il 100 a.C. Le necropoli contenevano sepolture rituali, nelle quali i corpi erano collocati in posizione seduta all'interno di cesti. Ogni corpo era coperto da grandi tessuti in cotone ricamati con lana di camelide per creare elaborati disegni.
Nel 1938 il presidente del Perù Óscar R. Benavides approvò una riorganizzazione dei musei nazionali. Molto colpito dalla collezione dei tessuti Paracas, autorizzò il nuovo museo di antropologia ad ospitare la suddetta collezione. Il 3 gennaio 1939 Tello divenne il primo direttore del museo. Oggi il museo assume il nome di Museo Nacional de Arqueología, Antropología e Historia del Perú.
Dopo l'istituzione della Riserva Nazionale Paracas nel 1975 viene realizzato nei pressi di Paracas un museo che porta il nome di Julio Tello che espone manufatti per l'interpretazione della cultura di Paracas e della ricca biodiversità della riserva marina.